# Mustafa Kamil Abitoğlu
Mustafa Kamil Abitoğlu (* 15. Juni 1970 in Alanya) ist ein ehemaliger türkischer Fußballschiedsrichter.

## Fußball
Sein Debüt in der Süper Lig gab er am 2. April 2006 bei der Begegnung Konyaspor gegen Kayserispor (Endstand 1:0).
Nach dem Ende der Saison 2014/15 beendete er seine aktive Laufbahn. Bei seiner letzten Begegnung am 30. Mai 2015 leitete er das Spiel zwischen Çaykur Rizespor und Galatasaray Istanbul.

## Privates
Abitoğlu ging in seiner Jugendzeit auf eine İmam-Hatip-Schule. 1987 studierte er Finanzwissenschaften an der Uludağ Universität in Bursa und erreichte seinen Abschluss im Jahr 1991. Ein Jahr später absolvierte er seinen Wehrdienst in Bitlis.
Er ist mit dem türkischen Fußballschiedsrichter Kuddusi Müftüoğlu verwandt. Die Cousins legten ihre Schiedsrichterprüfung in dem gleichen Lehrgang in Antalya ab. Während seiner Schiedsrichterausbildung spielte Abitoğlu selbst noch aktiv Fußball. Nach seinem Wehrdienst ließ er seine Schiedsrichtertätigkeit für ein Jahr ruhen, um selbst zu spielen.